# Dujam Blagajski
Dujam Blagajski († o. 1370.), hrvatski velikaš iz velikaške obitelji Babonića i utemeljitelj mlađe grane knezova Blagajskih. Rodio se kao mlađi od dvojice sinova kneza Radoslava II. Babonića Goričkog. Brat mu je bio Nikola III. Blagajski. Obojica braće prozvala su se prema utvrdi Blagaj, ali budući da Nikola III. nije imao djece, Dujam se smatra osnivačem blagajske loze Babonića.
Godine 1321. braća Dujam i Nikola III. kupila su utvrdu Ostrožac u Psetskoj županiji, a sljedeće im je godine kralj Karlo I. Anžuvinac (1301.-1342.) potvrdio nasljedne posjede zbgo vjerne službe njihova strica bana Ivana I. Babonića. Dok je dio Babonića bio u sukobu s kraljem Karlom I., braća Dujam i Nikola III. su ga podržavali te su ga u jesen 1330. godine pratili u vojnom pohodu protiv vlaškog kneza Basaraba I. U presudnoj bitci u klancu Posada u Vlaškoj, sredinom studenog 1330. godine, vojvoda Basarab je teško porazio kralja Karla I., kojemu je život spasio kraljev vitez, knez Nikola III. Blagajski. Zbog Nikoline zasluge, on i njegov brat Dujam dobili su kraljevu potvrdu za vlasništvo posjeda Dobrenice i utvrde Ostrožac i još nekih drugih posjeda među kojima su bili Ružindol, Vrutak, Međurječje, Podbablje, Brekovica, Menić i Vrhmorić.
Knez Dujam Blagajski nastavio je održavati dobru suradnju s dinastijom Anžuvinaca i nakon što je na prijestolje 1342. godine stupio mladi kralj Ludovik I. Anžuvinac (1342.-1382.). Godine 1352. kralj mu je potvrdio darovnicu kralja Andrije II. za Vodicu, a u samoj darovnici je spomenuo i kako su se dvojica Dujmovih sinova borila na kraljevoj strani protiv Mlečana kod Zadra 1345. i 1346. godine. S vremenom je moć i politički utjecaj kneza Dujma toliko porastao da je tijekom 50-ih godina 15. stoljeća uspio vratiti neke od posjeda koji su nekoć bili oduzeti njegovoj obitelji. Godine 1360. proširio je svoje posjede u Dubičkoj županiji kupivši posjed Svegnje, dok je pred kraj života, sredinom 1369. godine osigurao svojim potomcima posjed Vodičeva, jednog od najstarijih imanja knezova Babonića.
Nije poznato tko mu je bila supruga, ali zna se da je imao petoricu sinova:
- Ivan III. Blagajski (spomen 1352. – 1382.)
- Nikola IV. Blagajski (spomen 1352. – 1399.), oženio Maju Ratetić
- Stjepan VII. Blagajski (spomen 1370. – 1408.) - zagrebački kanonik i krbavski biskup
- Baboneg IV. Blagajski (spomen 1370. – 1383.), oženio kneginju Anu Kurjaković Krbavsku, kći krbavskog kneza Nikole Kurjakovića
- Toma

## Vanjske poveznice
- Babonići Hrvatska enciklopedija
- Babonići Hrvatski biografski leksikon